# Judith Raskin
Judith Raskin (New York, 21 giugno 1928 – New York, 21 dicembre 1984) è stata un soprano statunitense.

## Biografia
Il padre ne ha suscitato l'interesse per la musica negli anni infantili, che l'ha portata a studiare violino e pianoforte, prima di rivolgere la sua attenzione al canto. Nel 1945 si è diplomata alla Roosevelt High School di Yonkers e ha frequentato lo Smith College, dove si è laureata in musica. Durante gli anni di college ha iniziato a prendere lezioni di canto, che ha continuato dopo la laurea.
Dopo aver vinto il premio Marian Anderson nel 1952 e nel 1953, ha iniziato ad esibirsi in concerti in tutti gli Stati Uniti. Ha ottenuto la fama nazionale nel 1957 per la partecipazione alla prima americana televisiva de I dialoghi delle Carmelitane di Poulenc. 
La sua notorietà è cresciuta nel luglio dello stesso anno quando ha cantato in una versione in forma di concerto de La Bohème con la Symphony of the Air a Central Park. Nel 1959 è entrata a far parte della New York City Opera, debuttando in Così fan tutte. Nel 1962 ha debuttato come Susanna ne Le nozze di Figaro al Metropolitan, dove si è esibita regolarmente per un decennio, oltre a quello dell'esordio, in ruoli come Sophie, Pamina, Nannetta, Micaela, Marzelline, per un totale di 109 rappresentazioni..
È stata insegnante alla Manhattan School of Music. È morta di carcinoma dell'ovaio.

## Discografia
- Gluck: Orfeo ed Euridice - Renato Fasano/Shirley Verrett/Anna Moffo, 1965 RCA
- Händel: Messiah - Robert Shaw, 1967 RCA
- Mozart: Così Fan Tutte - Erich Leinsdorf/Ezio Flagello/George Shirley/John McCarthy/Leontyne Price/Sherrill Milnes/Tatiana Troyanos, 1967 RCA
- Schubert: Lieder - Dame Kiri Te Kanawa/Elly Ameling, 1966 Sony
- Romberg: The Desert Song - Mario Lanza, 1959 RCA Victor/MD Music Company
- Stravinsky Conducts "The Rake's Progress" - Igor Stravinsky, 1964 Sony
- Lanza, The Vagabond King - Mario Lanza/Judith Raskin/Constantine Callinicos & His Orchestra, Violet Hill